# Söderslätt
För Söderslätt i Umeå, se Teg.

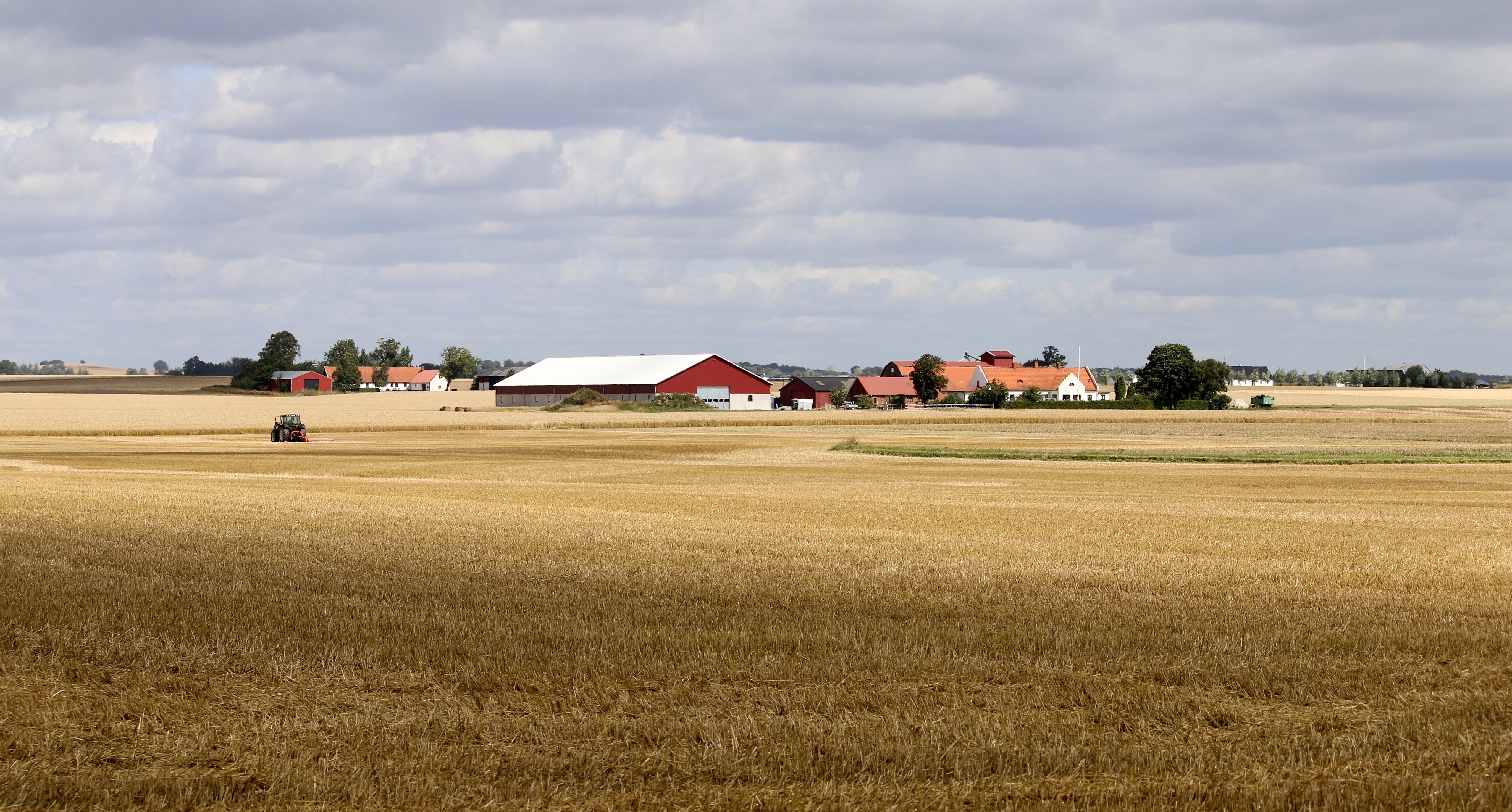
Söderslätt i skördetid.

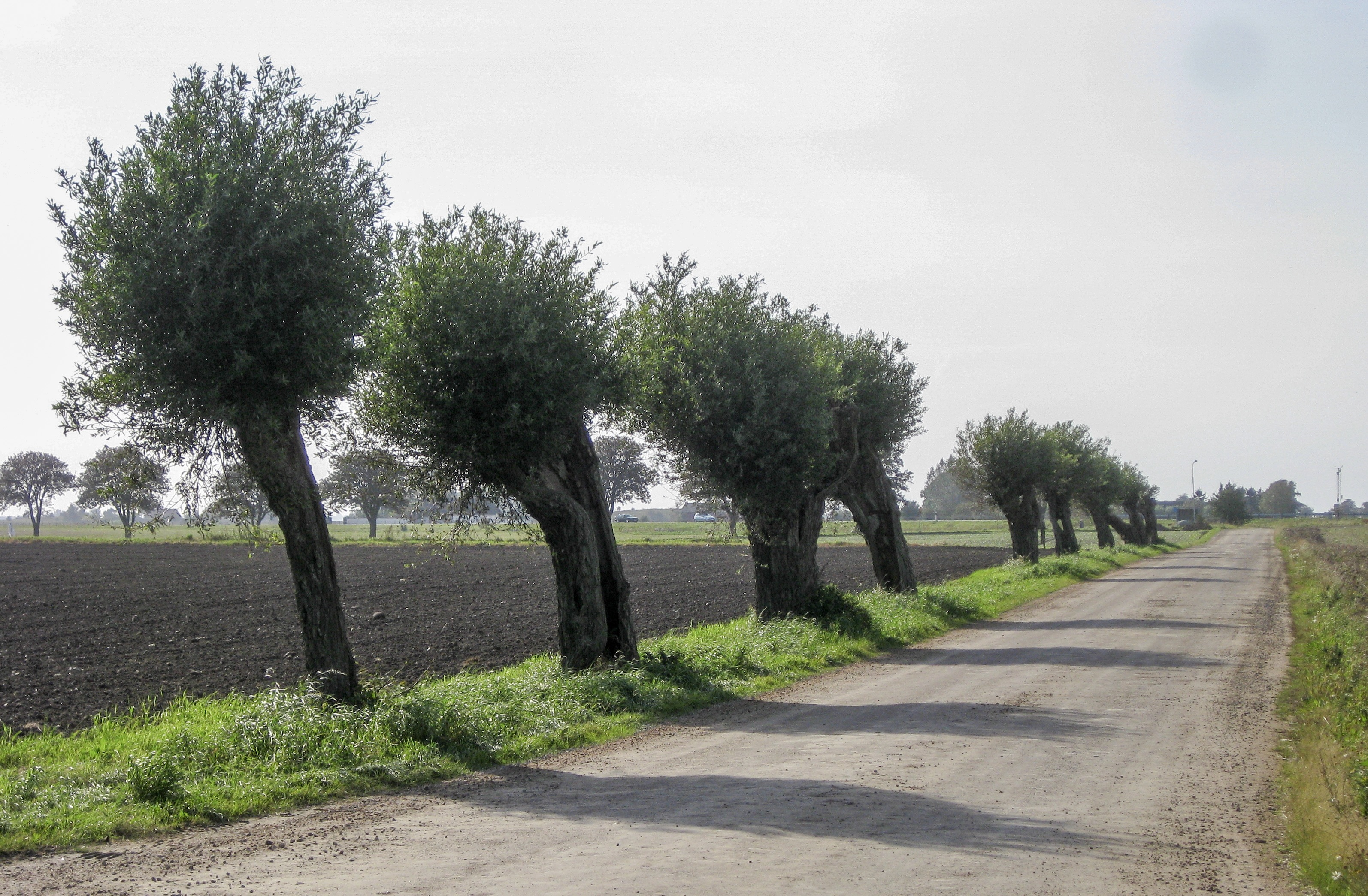
Pilevall utanför Vellinge i Skåne

Söderslätt är en slättbygd utan absolut geografisk gräns i sydvästra Skåne. 
Söderslätt är huvudsakligen beläget söder om Länsväg 101 som går mellan Ystad och Malmö, området som kallas söder om landsvägen. Norr om landsvägen, som bildar en tydlig topografisk gräns, breder ett kuperat backlandskap ut sig. I administrativt avseende hör bygden till Malmö, Vellinge, Trelleborgs, Skurups och Svedala kommuner.

## Geografi
Söderslätt uppfattas inte sällan som ett mycket typiskt skånskt landskap. Långt mera typiskt för Skåne än det norrut populära området Österlen. Söderslätt har bland Europas bördigaste åkermarker. På en internationell skala för åkermarks kvalitet med avseende på avkastningen, graderad från 1-10, är delar av Söderslätt klassificerat som 10+ vilket innebär att dessa jordar är bland de bördigaste i världen. Som jämförelse kommer vissa jordar på Östgötaslätten upp i index 7. Dessa är de näst bördigaste i Sverige. Ett skämt bland bofasta med anspelning på Malmö och dess kranskommuners expansion är "Det växer så kraftigt att de måste asfaltera jorden". Lokalt har oppositionen ibland varit stark mot att åkerjorden tas i bruk för annat än jordbruk. Söderslätt kallades ofta Sveriges brödbod i gamla dokumentärfilmer för skolbruk. Det som avsågs var den exceptionellt stora avkastningen från åkermarken. Söderslätt karaktäriseras av böljande sädesfält i ett platt landskap med pilevallar, vilka inte förekommer på andra håll i Skåne i samma omfattning. Söderslätt är också landets märgelgravstätaste område.

## Historia
Söderslätt har en rik kulturhistoria. De första bönderna började odla upp marken runt 4000 f.Kr. På slätten finns många gravhögar och andra fornlämningar. Många av de nyare kyrkorna på slätten är ritade av Carl Georg Brunius och Helgo Zettervall och de äldre kyrkorna bär ofta utsmyckningarna gjorda av Oxiemästaren. Vid enskiftet splittrades många av byarna då gårdarna flyttades ut på slätten. Folkökningen på landsbygden under 1800-talet ledde till att byarna återbefolkades igen och förtätades av gatehus som restes för hantverkare och arbetare. Som i övriga Skåne rekryterades på sin tid människor härifrån till Skånska husarregementet. På Söderslätt fanns det statare. 

### Historiska skildringar
Bland de författare som skildrat livet på Söderslätt kan nämnas Nils Lovén, som under pseudonymen Nicolovius skrev det fortfarande populära verket Folklifvet i Skytts härad. Hemmabyarna av professor Hans Larsson är en mer filosofisk folklivsskildring som i romanform beskriver hans uppväxt på Söderslätt under slutet av 1800-talet i relation till första världskriget. I romanen av Selma Lagerlöf påbörjar Nils Holgersson sin resa här, närmare bestämt i Västra Vemmenhög.

### Historiska platser
- Bolmers högar
- Månstorps gavlar
- Vemmenhögarna
- Skegriedösen
- Skateholmsboplatsen

## Byarna
| - Alstad - Abbekås - Aggarp - Anderslöv - Arrie - Beddingestrand - Bodarp - Bröddarp - Bösarp - Böste läge - Dalköpinge - Fjärdingslöv - Fru Alstad - Fuglie - Gessie - Gislöv - Gislövs läge - Glostorp - Grönalund - Grönby - Gylle - Gärdslöv - Haglösa - Hammarlöv - Hemmesdynge - Hönsinge - Hököpinge - Hörte - Katslösa | - Klagshamn - Klörup - Kurland - Kyrkoköpinge - Källstorp - Kämpinge - Lilla Beddinge - Lilla Isie - Lilla Slågarp - Lindby - Maglarp - Mellan-Grevie - Mellanköpinge - Minnesberg - Möllevången - Norra Grönby - Norra Håslöv - Räng - Rydsgård - Sandåkra - Simlinge - Simremarken - Skateholm - Skegrie - Skivarp - Skytts Vemmerlöv - Skåre - Smygehamn - Snarringe - Stora Beddinge | - Stora Isie - Stora Slågarp - Syllstorp - Södra Håslöv - Södra Virestad - Södra Åby - Södra Åkarp - Sörby - Tullstorp - Tygelsjö - Tånebro - Vallby - Villie - Västra Alstad - Västra Ingelstad - Västra Klagstorp - Västra Nöbbelöv - Västra Tommarp - Västra Torp - Västra Vemmenhög - Västra Vemmerlöv - Västra Virestad - Västra Värlinge - Äspö - Önnarp - Östra Grevie - Östra Klagstorp - Östra Torp - Östra Vemmenhög - Östra Värlinge |  |

## Bemärkta personer från Söderslätt
- Victoria Benedictsson, pseudonym Ernst Ahlgren, feministisk författare och dramatiker från Fru Alstad
- Emma Bendz, författare från Äspö
- Hans Bendz, professor i medicin från Västra Tommarp
- Elise Bergman, bildkonstnär från Södra Åkarp
- Axel Boberg, tonsättare och organist från Anderslöv
- Lorens Brolin, spelman från Abbekås som tillhörde Resandefolket
- Arvid Sture Bruzelius, professor i medicin från Västra Tommarp
- Nils G. Bruzelius, folklivsforskare och arkeolog från Västra Tommarp
- A.U. Bååth, poet och författare från Hammarlöv. Tillsammans med verk av August Strindberg och Anne-Charlotte Leffler representerade hans första diktsamling den realistiska diktningens ankomst till Sverige.
- Cecilia Bååth-Holmberg, författare och initiativtagare till "Mors dag"
- Olof Christoffersson, folklivsskildrare från Fru Alstad
- Axel Ebbe, poet och skulptör från Hököpinge
- Paul Enoksson, läkare och översättare från Kyrkoköpinge
- Otto Gröné, läkare från Grönby
- Ola Hansson, poet, författare, journalist och kritiker från Hönsinge. Tillsammans med Georg Brandes bidrog han till att Friedrich Nietzsche uppmärksammades i Tyskland.
- Axel Herrlin, professor i psykologi och pedagogik från Östra Vemmenhög
- Teodor Holmberg, författare och ideolog från Gärdslöv
- Andreas Isaksson, fotbollsmålvakt från Smygehamn.
- Anders Jönsson, skulptör från Gärdslöv och medlem i konstnärsgruppen de tolv.
- Hjalmar Kinberg, veterinär och zoolog från Grönby
- Björn Kjellman, skådespelare och sångare från Östra Grevie
- Hans Larsson, filosof och ledamot av Svenska Akademien från Östra Klagstorp som bidrog till att utveckla intuitionsfilosofin och konvergenstanken.
- Hans Emil Larsson museiman och skriftställare från Hemmesdynge
- Theodor Larsson, Skånska Lasse, komiker och visdiktare från Gylle
- Nils Lovén, Nicolovius, präst, författare och folklivsskildrare från Räng som bland annat arbetade på uppdrag av C.W.K. Gleerup
- Nils Henrik Lovén, professor i medicin från Räng
- Anders Montan, konstnär från Bröddarp
- Anders Nilsson, stadsplanerare och major från Äspö
- Ernst Norlind, konstnär och författare från Vellinge
- Alf Olsson, målare och skulptör från Gärdslöv
- Axel Pehrsson-Bramstorp, partiledare för Bondeförbundet, statsminister och lantbrukare från Lilla Isie
- Nils Svensson i Håslöv, talman för Bondeståndet och Gustav IV Adolfs fadder
- Anders Wiman, matematiker som givit namn till Wiman-Valiron-teorin.
- Hans Österling, redaktör och far till Anders Österling från Östra Torp